# Carl Schuhmann
Carl Schuhmann (ur. 12 maja 1869 w Münsterze, zm. 24 marca 1946 w Berlinie) – niemiecki sportowiec, zdobywca czterech złotych medali w gimnastyce i zapasach na igrzyskach olimpijskich w 1896 w Atenach.
Schuhmann z niemiecką drużyną gimnastyczną zdobył dwa złote medale na olimpiadzie w Atenach – w ćwiczeniach na drążku i w ćwiczeniach na poręczach. Do tych sukcesów dodał złoty medal zdobyty indywidualnie w konkurencji skoku przez konia. Uczestniczył także, bez sukcesu, w konkursach indywidualnych w ćwiczeniach na drążku, ćwiczeniach na poręczach, ćwiczeniach na koniu z łęgami oraz w ćwiczeniach na kólkach.

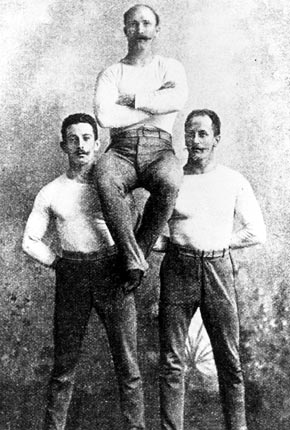
Drużyna niemieckich gimnastyków, Schuhmann pośrodku

Następnie wystąpił w turnieju zapaśniczym, w którym także zwyciężył, mimo że był niższy i lżejszy od swoich rywali. W pierwszej rundzie zmierzył się z reprezentantem Wielkiej Brytanii i Irlandii, Launcestonem Elliotem, który wcześniej zdobył złoty medal w podnoszeniu ciężarów. Pojedynek zakończył się łatwym zwycięstwem Niemca. Dzięki wolnemu losowi w półfinale awansował do finału bez walki. W finale zmierzył się z Jeorjosem Tsitasem z Grecji. Pojedynek finałowy rozpoczął się 10 kwietnia, Walka była bardzo wyrównana i po czterdziestu minutach została przerwana ze względu na zapadający zmrok. Dokończona została nazajutrz. Schuhmann krótko po wznowieniu pojedynku pokonał Greka i został mistrzem olimpijskim.
Carl Schuhmann uczestniczył także w konkurencjach podnoszenia ciężarów, skoku w dal, trójskoku oraz pchnięcia kulą.